# Степановка (Аургазинский район)
Степановка (баш. Степановка) — село в Аургазинском районе Республики Башкортостан России, центр Степановского сельсовета.

## Географическое положение
Расстояние до:
- районного центра (Толбазы): 13 км,
- ближайшей железнодорожной станции (Белое Озеро): 43 км.

## Население
| 2002 | 2009 | 2010 |
| ---- | ---- | ---- |
| 542  | ↘440 | ↘381 |

Согласно переписи 2002 года, преобладающие национальности — украинцы (39 %), русские (33 %).